# 원자층 증착

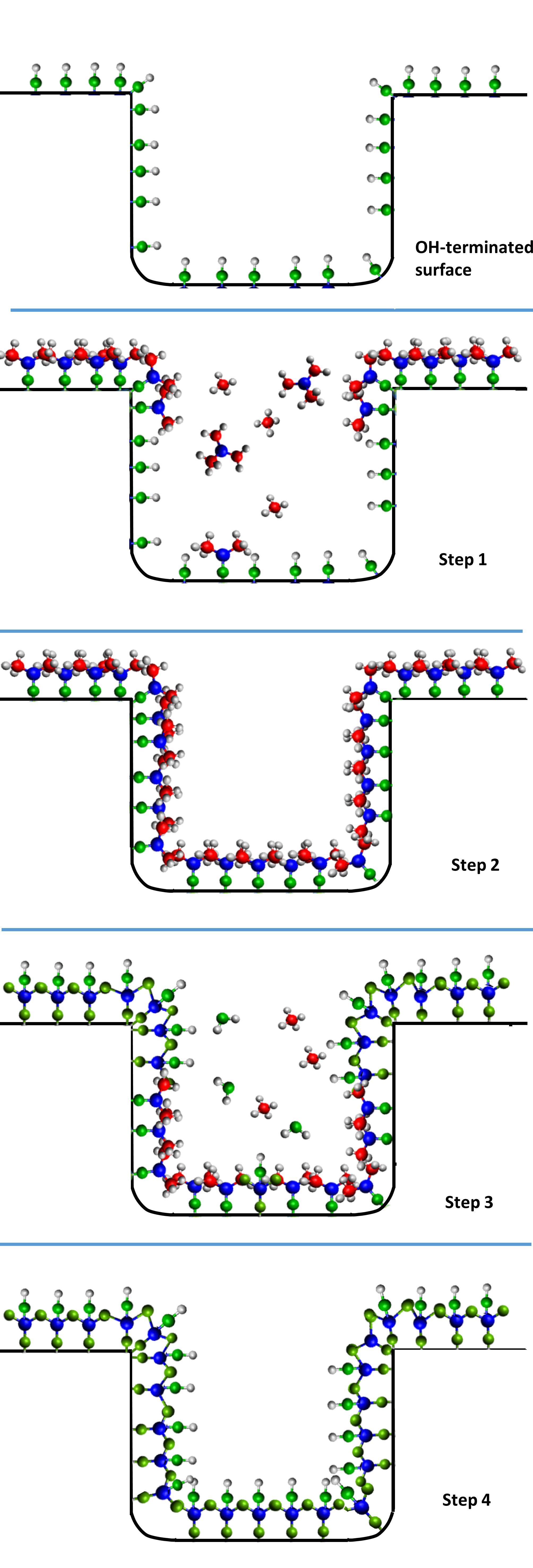
트리메틸알루미늄(TMA)-물 공정을 사용하여 얇은 산화알루미늄 필름을 만드는 ALD 공정의 한 반응 사이클을 (단순화된) 예로 개략적으로 설명한다. 거기에서 시작 표면은 반응 부위로서 수산기(OH 그룹)를 포함한다. 1단계는 TMA의 반응이고; 2단계는 퍼지 또는 배기 단계이고, 3단계는 물의 반응이며, 4단계는 퍼지 또는 배기 단계이다. 위키미디어 공용(CC BY 4.0 라이선스)의 이미지, https://doi.org/10.1063/1.5060967(저작권 작성자, CC BY 4.0 라이선스)에 처음 게시됨.

원자층 증착(Atomic layer deposition, ALD)은 가스상 화학적 과정의 순차적 사용을 기반으로 하는 박막 증착 기술이다. 이는 화학기상증착의 하위 분류이다. 대부분의 ALD 반응은 전구체(반응물이라고도 함)라는 두 가지 화학 물질을 사용한다. 이러한 전구체는 순차적이고 자체 제한적인 방식으로 한 번에 하나씩 재료 표면과 반응한다. 별도의 전구체에 반복 노출을 통해 박막이 천천히 증착된다. ALD는 반도체 소자 제조의 핵심 공정이자 나노물질 합성 도구 세트의 일부이다.